# 빌리 키드먼
빌리 키드먼(Billy Kidman, 1974년 5월 11일 ~ )이라는 링네임을 사용하는 본명 피터 제이콥 그루너 (Peter Jacob Gruner)는 미국의 프로레슬링선수다. 피니쉬는 세븐 이어 잇치(슈팅 스타 프레스), Bk 밤(싯아웃 스파인버스터), 키드 크러셔(점핑 인버티드 더블 언더훅 페이스버스터)로 세가지로 사용을 한다.

## 수상
- WWE 태그팀 챔피언 (구 버전) 1회
- WWE 크루져웨이트 챔피언 (구 버전) 2회
- WCW 크루져웨이트 챔피언 5회
- WCW 월드 태그팀 챔피언 2회
- WCW 크루져웨이트 태그팀 챔피언 1회